# 港怡醫院

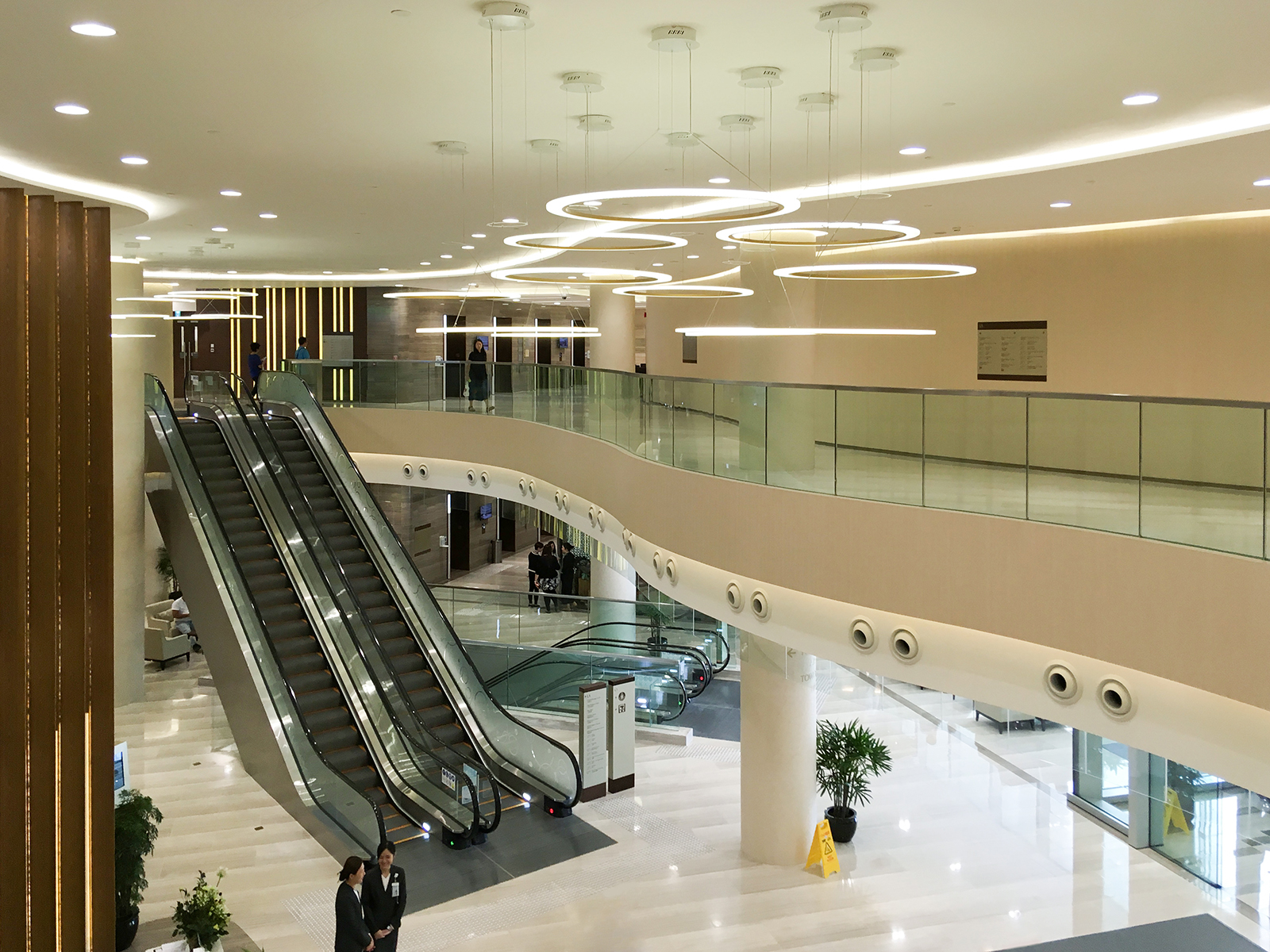
醫院大堂

港怡醫院（英語：Gleneagles Hospital Hong Kong），是香港香港島南區黃竹坑南風徑的一間私家醫院，是為香港第13間私家醫院及香港首間由私營機構營運的教學醫院。港怡醫院佔地面積約大概2.75公頃，建築面積有4.675公頃之闊，首次於2013年啟動工程，發展該地藍圖，及於2017年3月21日正式啟用，提供15個專科（包括內科、外科、骨科、婦科、兒科、中醫、矯形外科、創傷外科、急症室及深切治療部等）服務，提供門診服務及日間護理部、手術室、心血管實驗室及復康等設施，醫院提供500個床位，並且承諾其使用率不會少於78%住院病床日數，及會保留向香港市民提供優先服務。

## 歷史
港怡醫院原址為南風臨時房屋區，於1990年代初期被清拆後，香港政府將其改為作為私家醫院用地，於1995年批准予一個加拿大財團，然而受到亞洲金融風暴影響，建院計劃胎死腹中，地皮遂閒置了逾10年。
至2012年4月，香港政府推出兩幅私家醫院用地招標，其中一幅用地即為黃竹坑的私家醫院用地（另一幅為大埔第九區用地，即目前在建的富蝶邨第二期），批出土地年期為50年，每年租金為差餉租值3%。
2013年3月13日，香港政府公布招標結果，位於黃竹坑的地皮接收到4份標書，中標的為GHK Hospital Limited，以16.88億港元中標；股東為新創建集團及新加坡醫療保健公司百匯班台，香港大學李嘉誠醫學院為其夥伴機構；總投資額為50億港元（兩者分別承擔40%及60%）。
而在院址招標前，醫院範圍內部分土地已被永久徵用作港鐵南港島線南風隧道入口及通風大樓。因此，醫院地契中雖包括港鐵公司持有部分（地役權），並有責任維修區域內斜坡，但院方對此區域概無擁有權。

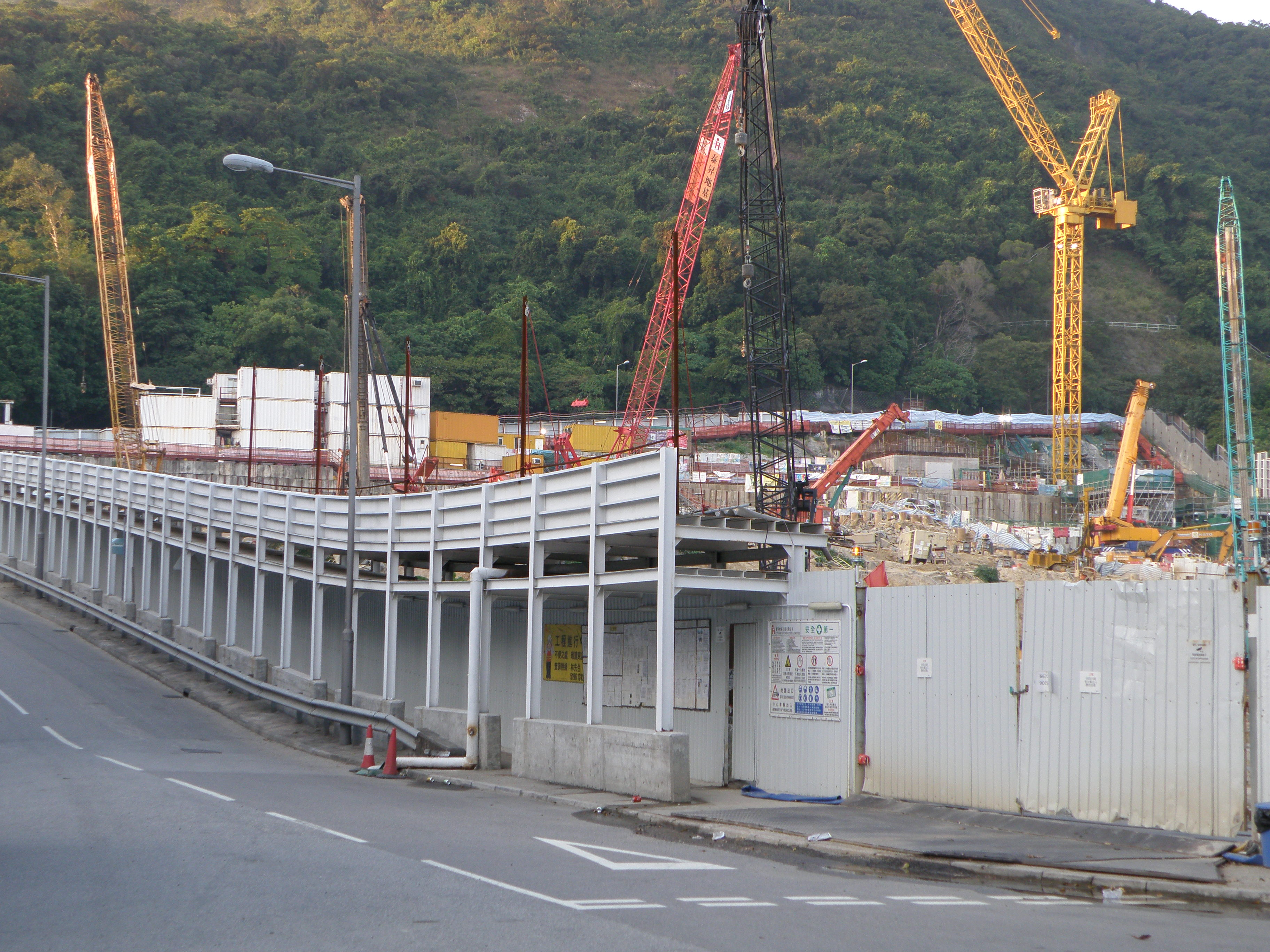
地基工程（2014年10月）
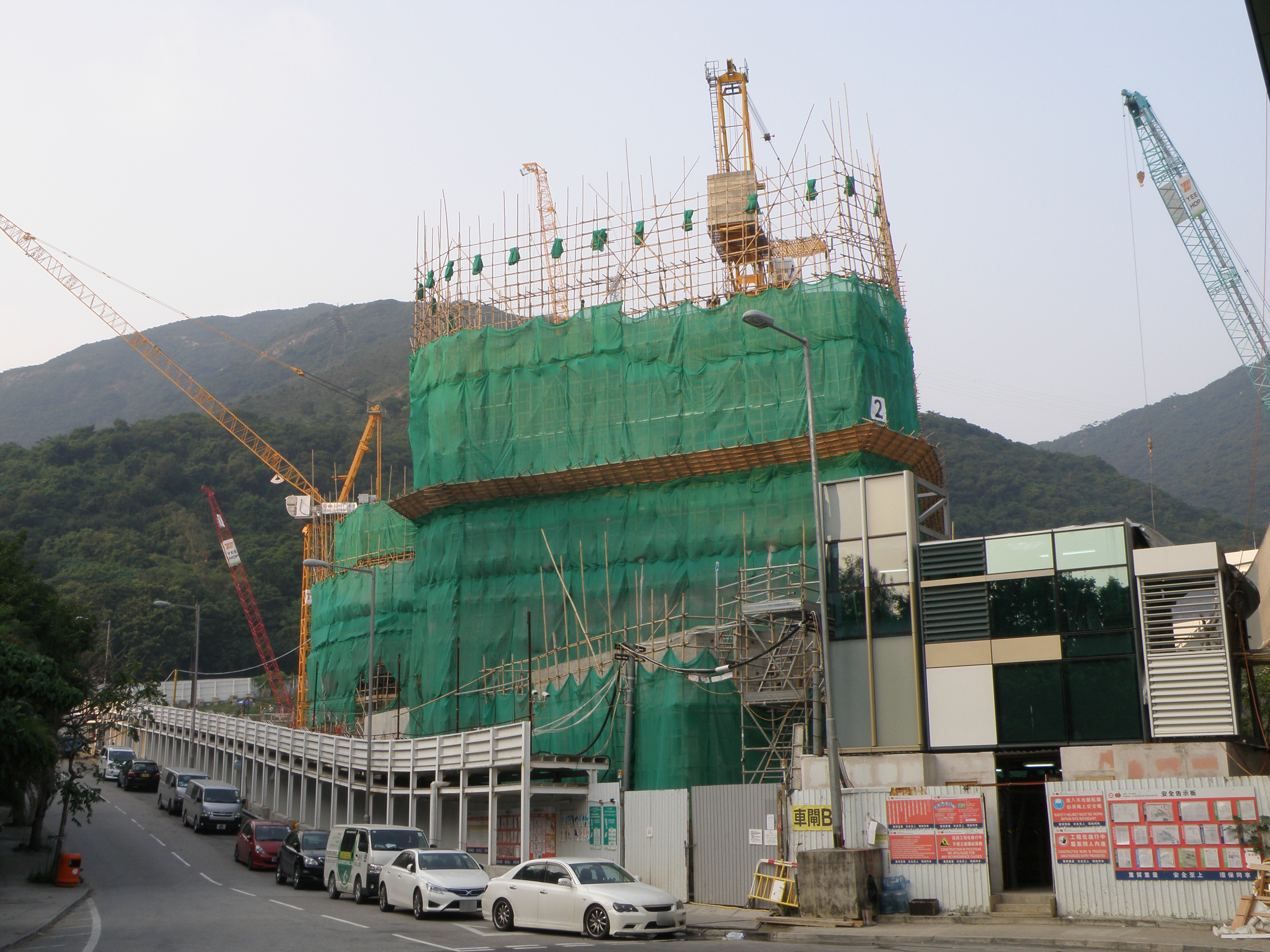
地盤（2015年10月）
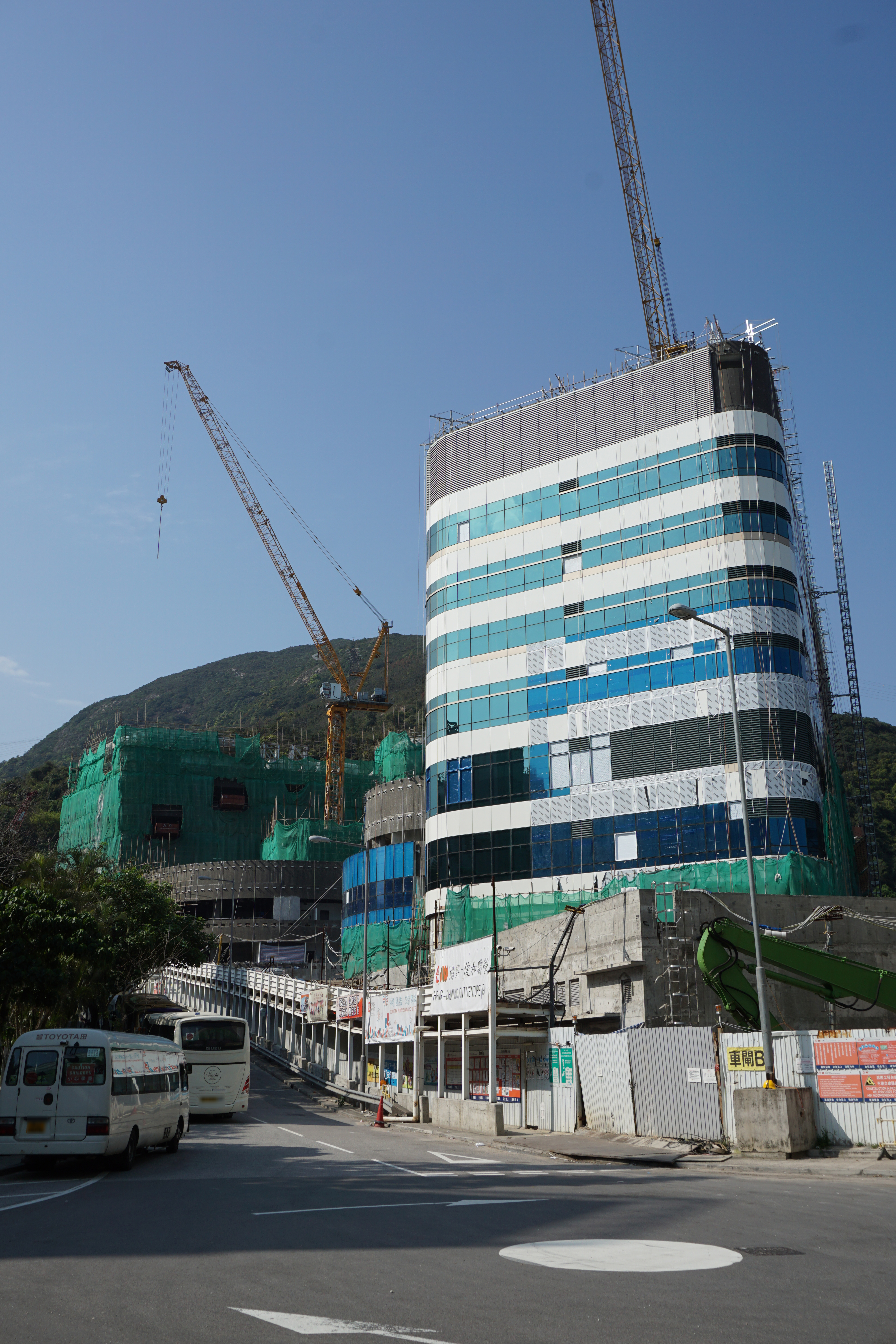
地盤（2016年3月）
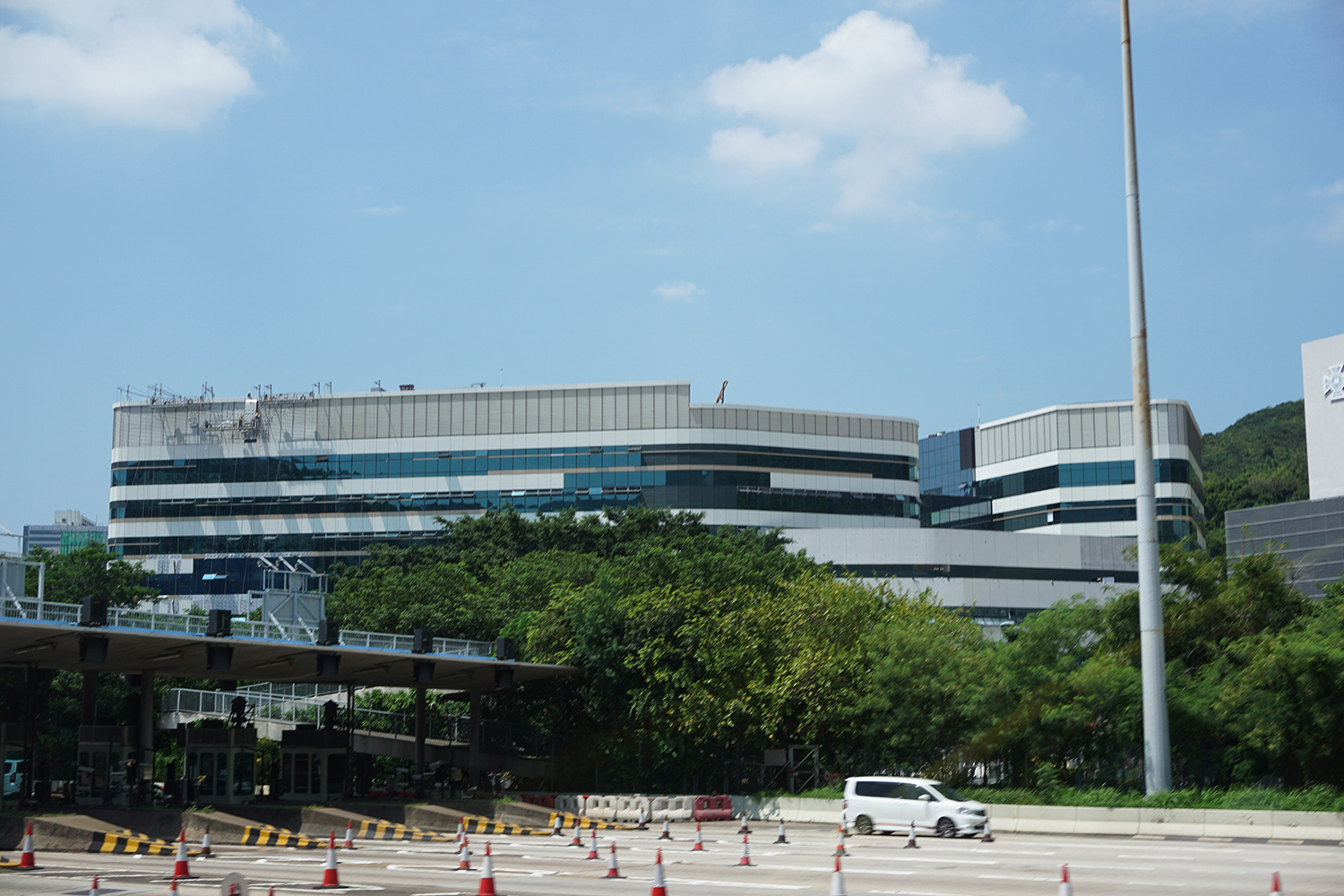
地盤（2016年9月）
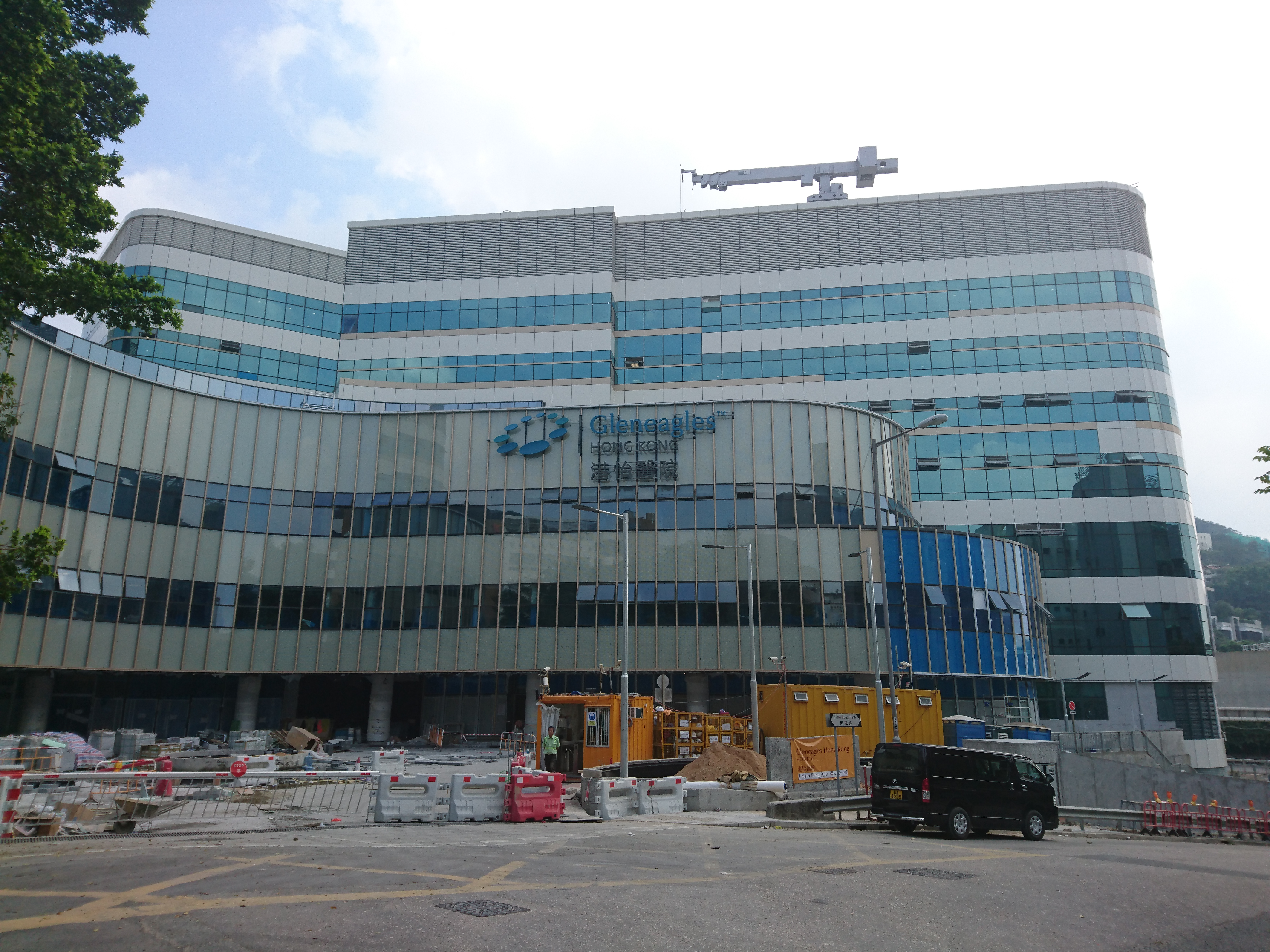
地盤（2016年11月）

## 附屬設施
除了醫院業務外，IHH醫療集團亦有經營其他事務：

#### 醫健診所
- 港怡醫院醫健診所（中環）[23]
- 港怡醫療（黃竹坑）
- 港怡醫療（海怡半島）
- 港怡醫療（翰林匯）

#### 專科診所
- 港怡德臻心臟中心（中環）[24]
- 港怡迎康外科中心（中環）

#### 化驗服務
- 百匯化驗服務（中環）

## 管理
港怡醫院股東為新創建集團及新加坡醫療保健公司百匯班台，香港大學李嘉誠醫學院為其夥伴機構，負責臨床管理、人才聘用及醫護人員培育訓練等。
港怡醫院的員工亦有工會代表（IHH Employees Union）爭取其福利。

## 外部連結
- 港怡醫院官方網站 （页面存档备份，存于）
- 黃竹坑私院 需招攬900醫護[] 《經濟日報》 2013年3月15日
- 建港怡醫院 港大穩賺不賠 （页面存档备份，存于） 《星島日報》 2013年3月15日
- IHH 僱員工會